# Kristine Lilly
Kristine Marie Lilly Heavey, är en amerikansk före detta fotbollsspelare, född i New York 22 juli 1971 som Kristine Marie Lilly. Hon är världens mest rutinerade landslagsspelare någonsin. Åren 1987–2010 spelade hon 352 landskamper för USA:s damlandslag, under vilka hon noterades för 130 mål.

### Fotnoter
1. ↑  5 februari 2011 (5 februari 2011). ”Landslagsfenomen lägger av” (på svenska). Sportbladet. https://www.aftonbladet.se/senastenytt/ttsport/sport/a/BJyjxl/landslagsfenomen-lagger-av. Läst 18 juli 2019.